# 雞知町
雞知町（けちまち）は、長崎県下県郡にあった町。1932年（昭和7年）に竹敷村を編入後、1955年（昭和30年）に北隣の船越村と合併し、美津島町となった。
現在の対馬市美津島町の南部にあたる。

## 地理
対馬島の中部に位置する。
- 山：白嶽、前嶽、紅葉山（鶴嶽）、遠見岳、立石山、鼎冠山、鉾ヶ岳、飛岳、郷山、塩屋壇山、八斗蒔壇山、士富壇山、加志岳、大山壇山、大坂壇山、ニガカシ山、中山、向山、大梶岳、鶴ヶ岳、飯盛山、大比良壇山、城山、持山、曲網代岳
- 島嶼：島山島、大島、黒崎島、鼠島、志々加島、志々加小島、車島、頭切島、化物島、境島
- 河川：雞知川、洲藻川、加志川
- 港湾・海域：大口瀬戸、浅茅湾、竹敷港、雞知浦

## 沿革
当町域の一帯について、中世は「与良郡」及び「佐須郡」の各一部、近世は「与良郷」及び「佐須郷」の各一部に属した。また『津島紀事』によれば、与良郷内には1府30村、佐須郷内には9村が属していたとされる。与良郷と佐須郷は対馬島内の他の各郷とともに明治5年に廃止された。
- 1908年（明治41年）4月1日 - 島嶼町村制施行により、雞知村・根緒村・洲藻村・箕形村・吹崎村・加志村・今里村が合併し下県郡雞知村が発足[10]。
  - 同時に竹敷村・黒瀬村・尾崎村・島山村・昼ヶ浦村が合併し下県郡竹敷村が発足。
- 1932年（昭和7年）4月1日 - 竹敷村を編入[1]。
- 1940年（昭和15年）10月17日 - 雞知村が町制施行。雞知町となる。
- 1955年（昭和30年）3月1日 - 船越村と合併して美津島町が発足し、雞知町は自治体として消滅。

## 地名
大字を行政区域とする。
- 今里（いまざと）
- 加志（かし）
- 雞知（けち）
- 洲藻（すも）
- 根緒（ねお）
- 吹崎（ふくざき）
- 箕形（みかた）

旧竹敷村
- 尾崎（おさき）
- 黒瀬（くろせ）
- 島山（しまやま）
- 竹敷（たけしき）
- 昼ヶ浦（ひるがうら）

## 名所・旧跡
- 根曽古墳群
- 出居塚古墳
- 太祝詞神社